# 하에노사키역
하에노사키역(일본어: 南風崎駅)은 일본 나가사키현 사세보시에 위치한 규슈 여객철도 오무라 선의 철도역이다. 상대식 승강장 2면 2선의 구조를 갖춘 지상역이다.

## 이용 현황
| 승차 인원 추이 | 승차 인원 추이 |
| 연도           | 1일 평균       |
| -------------- | -------------- |
| 2000           | 15             |
| 2001           | 17             |
| 2002           | 17             |
| 2003           | 20             |
| 2004           | 18             |
| 2005           | 16             |
| 2006           | 17             |
| 2007           |                |
| 2008           |                |
| 2009           |                |
| 2010           | 15             |

## 역 주변
- 사세보 시청 미야 지소

## 역사
- 1898년 1월 20일 : 규슈 철도에 의해 개업.
- 1907년 7월 1일 : 규슈 철도 국유화에 의해, 국유철도의 역이 됨.
- 1945년
  - 10월 14일 : 역에서 첫 복원 · 귀환객 승차.
  - 11월 24일 : 일본 후생성 사세보 지방 귀환원호국, 하리오 섬에 설치. 이후, 하에노사키 역으로부터 복원 · 귀환객 접수.
- 1950년 5월 5일 : 사세보 지방 귀환원호국 폐지.
- 1971년 10월 20일 : 무인화.
- 1987년 4월 1일 : 일본국유철도 분할 민영화에 의해, 규슈 여객철도가 승계.

## 인접 역
| 큐슈여객철도 오무라 선   | 큐슈여객철도 오무라 선 | 큐슈여객철도 오무라 선            |
| ------------------------ | ---------------------- | --------------------------------- |
| 하우스텐보스 하이키 방면 | ■ 오무라 선            | 오구시고 이사하야 · 나가사키 방면 |